# Meira
Meira è un comune spagnolo di 1 798 abitanti situato nella comunità autonoma della Galizia.